# Neuhof (Dettelbach)
Neuhof ist ein Weiler in der Gemarkung des Dettelbacher Ortsteils Effeldorf im unterfränkischen Landkreis Kitzingen.

## Geografische Lage
Neuhof liegt im äußersten Südwesten des Dettelbacher Gemeindegebietes. Unmittelbar im Norden läuft die Staatsstraße St2450 am Weiler vorbei, weiter nördlich, getrennt durch die Bundesautobahn 7, befindet sich Effeldorf, nordöstlich dessen langzeitiger Ortsteil Dettelbach-Bahnhof. Der Osten und der Süden werden vom Gebiet der Gemeinde Biebelried eingenommen. Ganz in der Nähe von Neuhof wurde das Autobahnkreuz Biebelried gebaut. Im Westen liegt der Mainfrankenpark auf Dettelbacher Gebiet.

## Geschichte
Die Geschichte des Weilers ist eng mit der des benachbarten Effeldorf verbunden. Die Herkunft des Namens Neuhof ist unklar, es dürfte sich allerdings um eine der jüngeren Siedlungen in der Umgebung handeln, die erst im Hochmittelalter entstand. Im 13. Jahrhundert gehörte die Ansiedlung zum Einflussbereich der Schwarzenauer Grafen. Später kamen Neuhof und Effeldorf zum Hochstift Würzburg, das bis ins 16. Jahrhundert die Herrschaft innehatte.
Im Jahr 1573 übergab der Würzburger Fürstbischof den Ort an die Jesuiten. Bis zur Auflösung des Ordens 1773 waren sie Herren über Neuhof und Effeldorf. Anschließend wurde das Dorf an Privatleute veräußert. Im Jahr 1860 bestand Neuhof aus sieben Wohngebäuden und war der Pfarrei Rottendorf und der Schule in Effeldorf zugeordnet. Zwischen 2000 und 2010 trieb man die Dorferneuerung voran. Es entstand eine Bushaltestelle im Dorf und ein Treffpunkt im Ortskern.

## Sehenswürdigkeiten
Das einzige Baudenkmal in Neuhof ist ein Kruzifix des 19. Jahrhunderts im Dreinageltypus aus Sandstein. Der Kreuzstamm ruht auf einem Sockel, in den eine Inschrift mit der Jahreszahl 1866 in gotischer Fraktur eingemeißelt ist. Die Inschrift wurde im Zuge der Dorferneuerung rekonstruiert. Das Kleindenkmal bildet heute den Mittelpunkt des Dorfes.